# Statuia lui Alexandru Lahovari din București
Statuia lui Alexandru Lahovari din București a fost realizată din bronz de sculptorul francez Marius Jean Antonin Mercier/Mercié (1845-1916) și a fost inaugurată la 17 iunie 1901 în Piața Lahovari din București, (fostă Piața Dorobanți până la inaugurarea monumentului) . În perioada comunistă, Piața Lahovari fusese rebotezată întâi Piața Kuibîșev și apoi Piața Cosmonauților.
La baza soclului monumentului, ce îl reprezintă pe Alexandru N. Lahovari, fruntaș al Partidului Conservator, în ipostază de orator, în picioare și cu mâna stângă întinsă, sunt amplasate două personaje alegorice: unul este Danubius, alegoria masculină a Dunării, de inspirație romano-italo-franceză, ilustrând un fragment celebru din discursul ținut de Lahovary la 26 mai 1881, iar celălalt, în stânga, este o figură feminină în costum național, alegorie a României Agricole (după alții România Modernă), ținând în mâna stângă o ramură de laur pe care i-o oferă lui Lahovary în semn de omagiu. Pe soclu erau fixate plachete din bronz cu citate din discursurile lui Lahovari, care au dispărut. Dispariția textului gravat în lateralul soclului s-a produs după 1947, cel mai probabil pentru că titlul textului era "Nașterea Prințului Carol". Semnătura artistului se mai vede, ștearsă, undeva pe soclu.
Statuia a fost comandată de Partidul Conservator în 1899, curând după moartea lui Alexandru Lahovary survenită în 1897. Banii pentru comanda statuii au fost adunați prin subscripție publică, fapt ce demonstrează respectul deosebit pentru marele om politic.
Monumentul Alexandru Lahovari, realizat la turnătoria Capitan Geny, din Franța, a fost adus în țară în jurul datei de 1 mai 1901 și inaugurat la 17 iunie același an, ca una dintre primele statui reprezentând o personalitate politică contemporană din România.
Statuia lui Alexandru Lahovary este înscrisă pe lista monumentelor istorice, de importanță B, cod LMI B-III-m-B-20000.